# José Luis Martínez-Almeida

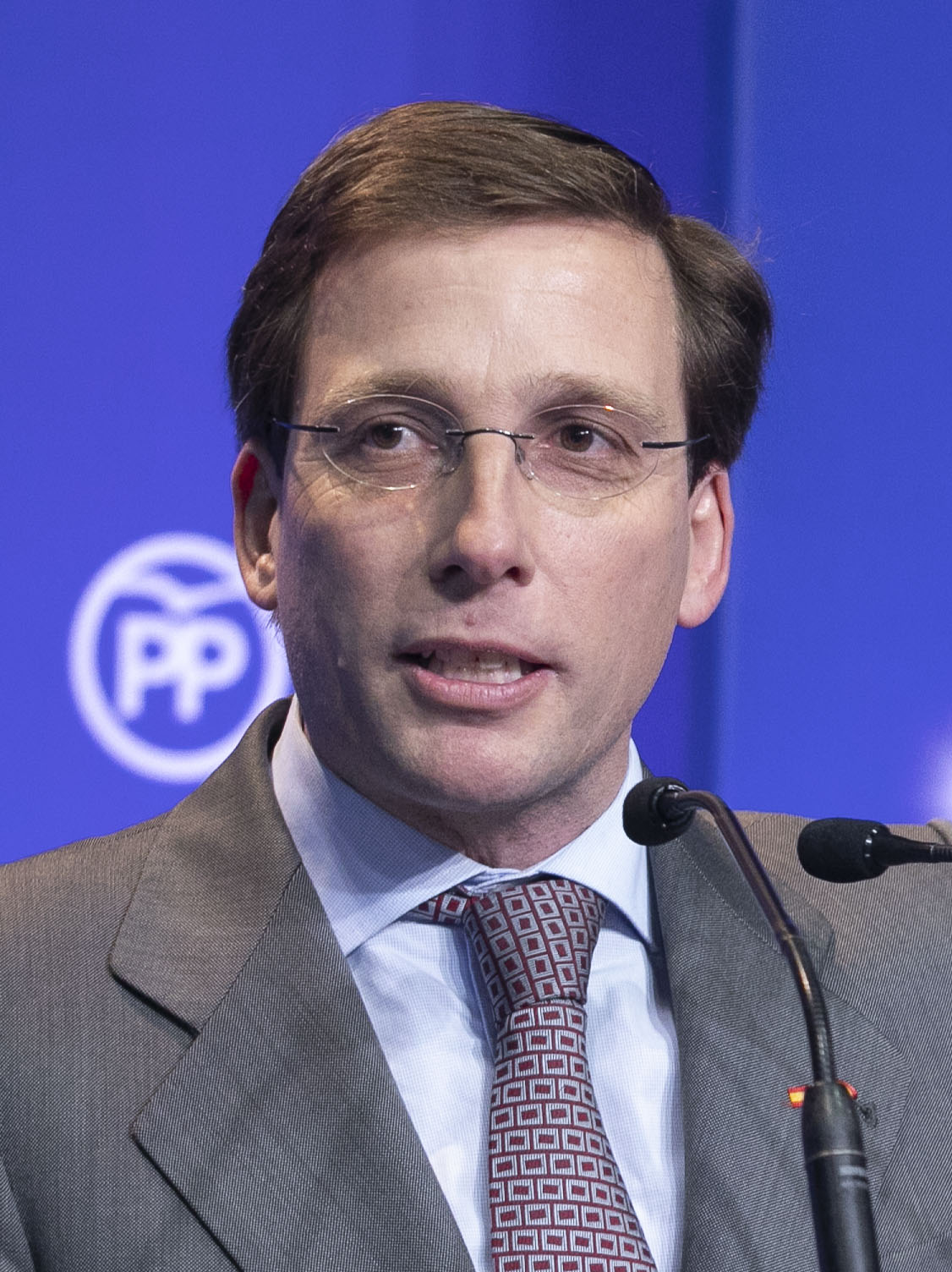
José Luis Martínez-Almeida (2018)

José Luis Martínez-Almeida Navasqüés (* 17. April 1975 in Madrid) ist ein spanischer Jurist und Politiker der Partido Popular (PP), der spanischen Volkspartei. Seit Juni 2019 ist er Bürgermeister der Stadt Madrid.

## Leben
José Luis Martínez-Almeida begann 1993 ein Studium der Rechtswissenschaften an der Päpstlichen Universität Comillas am Instituto Católico de Administración y Dirección de Empresas (ICADE), dem Zentrum für Rechts- und Wirtschaftswissenschaften, das Studium schloss er 1998 ab (Licenciatura en Derecho). 2001 wurde er Staatsanwalt, zunächst in Girona, ab 2002 in Toledo und von 2003 bis 2007 war er am Tribunal Superior de Justicia de Madrid, dem Obersten Gericht der Autonomen Gemeinschaft Madrid.
Im April 2024 heiratete er Teresa Urquijo, die Enkelin von Teresa de Borbón Dos Sicilias. Mitte 2025 wurden die beiden Eltern eines gemeinsamen Sohnes.

### Politik
Im Alter von 20 Jahren trat er der Partido Popular (PP) bei, 2007 wurde er von der Präsidentin der Autonomen Gemeinschaft Madrid Esperanza Aguirre zum Generaldirektor des Historischen Erbes der Autonomen Gemeinschaft Madrid  ernannt und war Berater von Kulturminister Santiago Fisas. 2011 ernannte ihn Aguirre zum Generalsekretär der Regierung der Autonomen Gemeinschaft, dieses Amt hatte er bis 2013 inne. Anschließend war er in der SEPIDES (SEPI Desarrollo Empresarial), einem Tochterunternehmen der Sociedad Estatal de Participaciones Industriales (SEPI), der Staatsgesellschaft für Industriebeteiligungen, Leiter der Rechtsabteilung. 2014 wurde er von der Regierung Rajoy zum juristischen Leiter einer neu geschaffenen unabhängigen Behörde im Finanzbereich berufen.
Bei den Kommunalwahlen 2015 kandidierte er in Madrid auf dem dritten Listenplatz für die von Esperanza Aguirre angeführten Partido Popular und wurde zum Stadtrat gewählt. Die PP erreichte bei den Wahlen zwar die relative Stimmenmehrheit, allerdings konnte die von Podemos nominierte Manuela Carmena mit ihrem Linksbündnis mit Unterstützung der sozialistischen PSOE die notwendigen Sitze im Stadtrat sammeln und so die seit 24 Jahren regierende PP als Bürgermeisterin ablösen. Nach dem Rückzug von Esperanza Aguirre wurde Martínez-Almeida 2017 zum PP-Fraktionsvorsitzenden und -sprecher im Rathaus gewählt.
Im Juli 2018 holte ihn der neu gewählte Parteivorsitzende Pablo Casado in den Parteivorstand der Partido Popular. Nach einem Machtkampf zwischen Pablo Casado und Isabel Díaz Ayuso 2022 stellte Martínez-Almeida sein Amt als Sprecher der PP zur Verfügung.
Bürgermeister von Madrid
Nach den Kommunalwahlen 2019 wurde Martínez-Almeida am 15. Juni als Nachfolger von Manuela Carmena zum Bürgermeister der Stadt Madrid gewählt. Er erhielt neben den Stimmen der fünfzehn Vertreter seiner eigenen Partei auch elf Stimmen von Ciudadanos sowie vier Stimmen von Vox. Mit deren Hilfe konnten die Konservativen die bisherige Amtsinhaberin vom Linksbündnis Más Madrid ablösen. Bei den Kommunalwahlen im Mai 2019 hatte sie in Madrid zwar die meisten Stimmen erhalten, im Stadtrat hatte sie seitdem aber nicht mehr genug Sitze für eine absolute Mehrheit mit anderen linken Parteien.

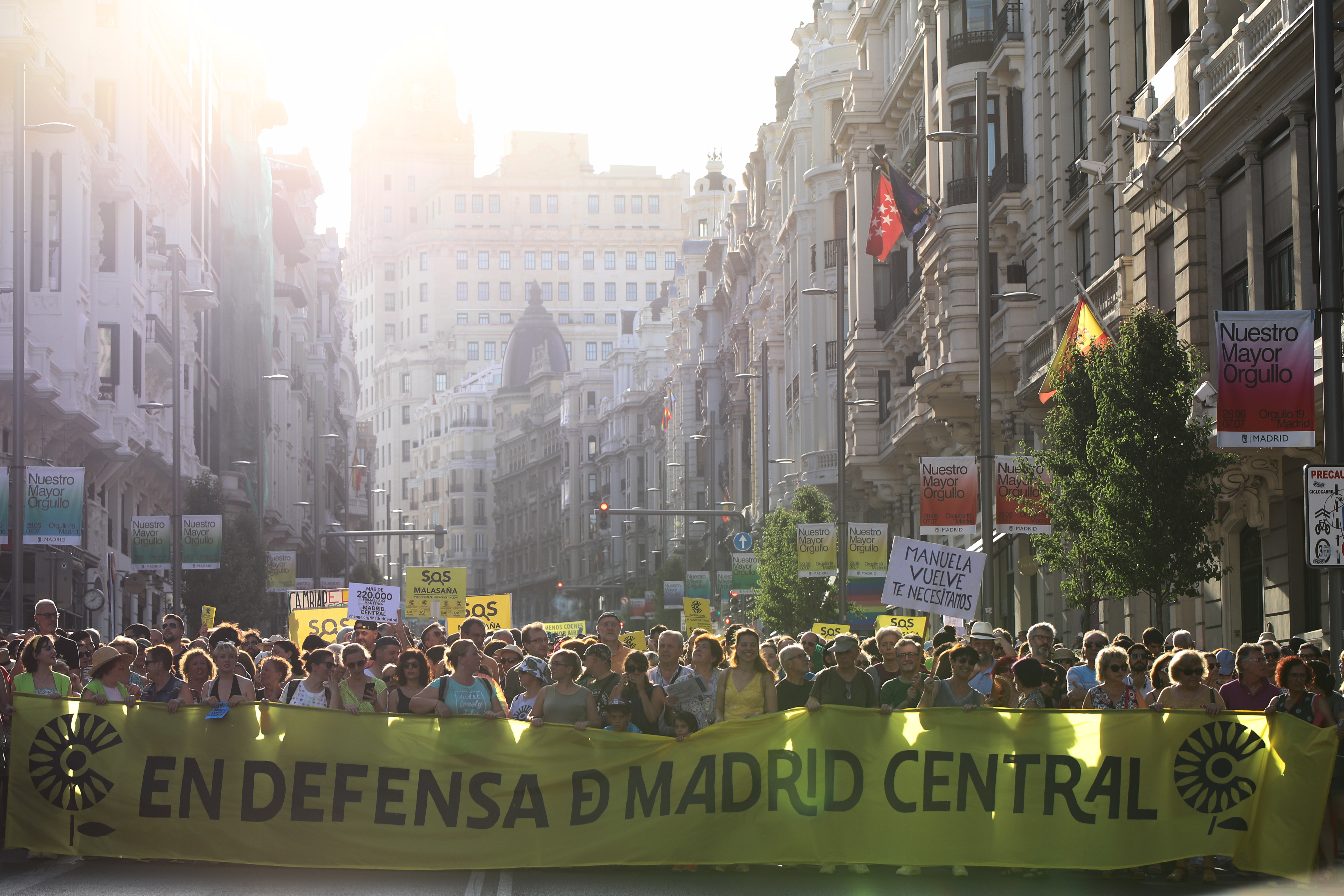
Demonstration für die Erhaltung der verkehrsberuhigten Umweltzone „Madrid Central“ im Juni 2019 in Madrid

Anfang Juli 2019 setzte Martínez-Almeida das von seiner Vorgängerin 2018 erwirkte Einfahrverbot für alte Diesel- und Benzinfahrzeuge in das 472 Hektar große Schutzgebiet Madrid Central aus. Aufgrund einer Einstweiligen Verfügung musste er diese Maßnahme einige Tage später zurückzunehmen. Die umweltpolitischen Maßnahmen des Bürgermeisters führten zu einer Demonstration mit 60.000 Teilnehmern in der Innenstadt Madrids und vor dem Rathaus, rund 240.000 Bürger unterschrieben außerdem eine Protestresolution, mit der sie „ein fußgängerfreundliches, modernes und nachhaltiges Madrid“ forderten.